# Synagoge Hafenstraße (Oppeln)

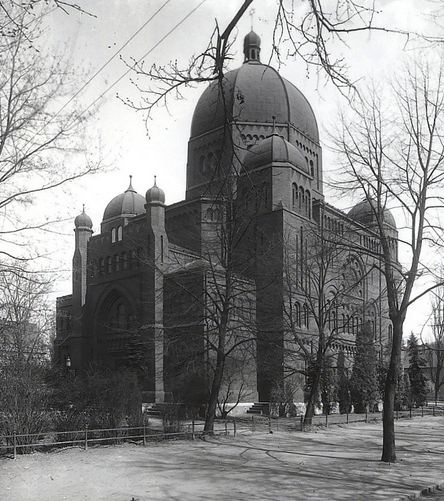
Fotografie von 1930

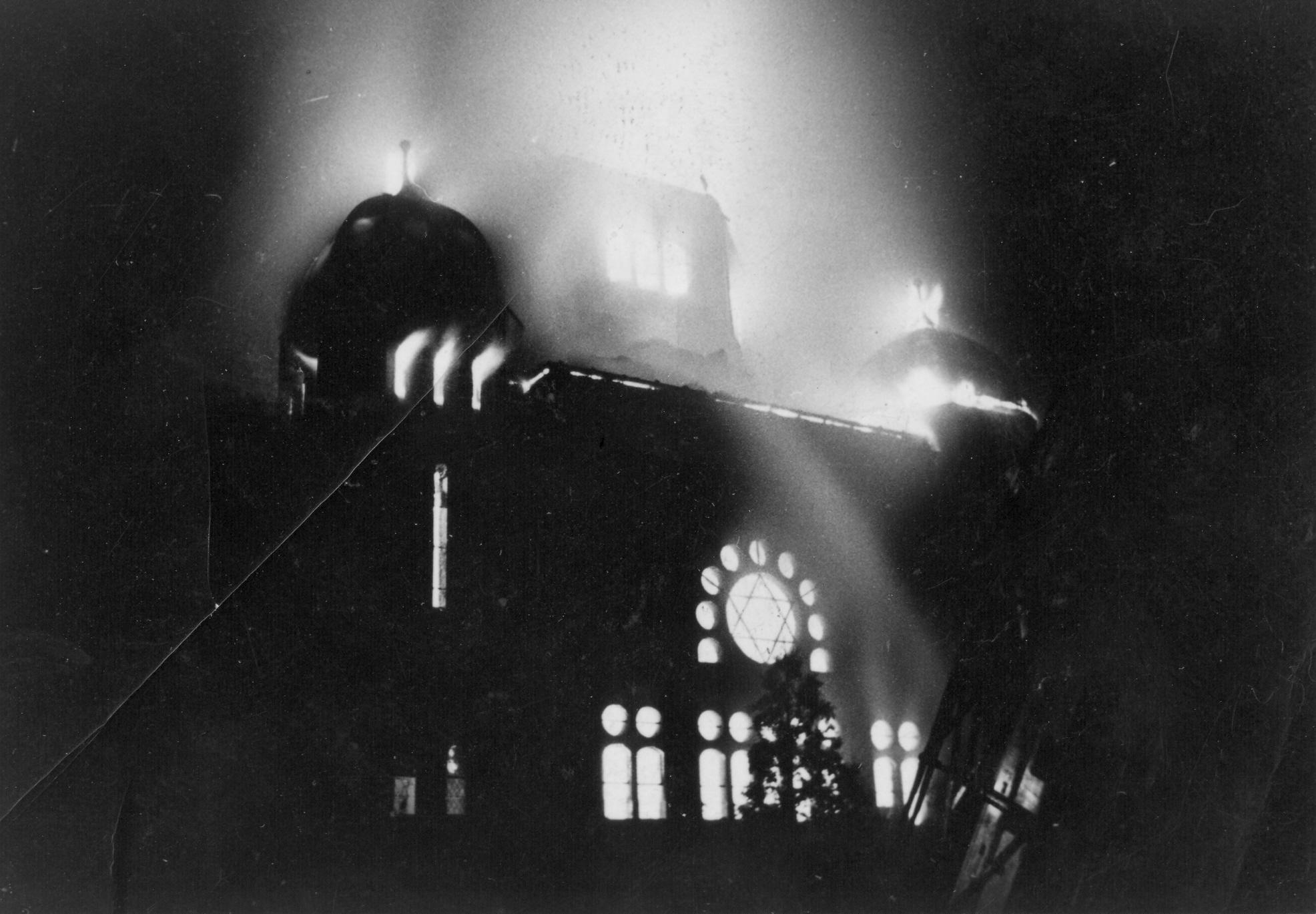
Die Synagoge während des Brandes in der Pogromnacht 1938

Die Synagoge Hafenstraße in Oppeln aus dem Jahr 1897 befand sich auf der Pascheke an der Hafenstraße. Sie wurde im maurischen Stil nach Plänen des Breslauer Architekten Felix Henry erbaut. Sie ersetzte die Synagoge in der Hospitalstraße in Oppeln.

## Geschichte
Zunächst sollte Henry 1893 einen Erweiterungsbau für die alte Synagoge in der Hospitalstraße in der Oppelner Altstadt entwerfen. Doch im selben Jahr kam die jüdische Gemeinde zu dem Entschluss, einen Neubau zu errichten. Noch 1893 erwarb man ein Grundstück im Ort Wilhelmsthal auf der Pascheke, der 1899 zu einem Stadtteil Oppelns wurde.
Im Frühling 1894 begann man mit dem Bau der neuen Synagoge. Verantwortlich für die Ausführung war der Oppelner Maurermeister E. Schmidt. Aufgrund des lockeren und nassen Untergrundes wurde die Synagoge unter baulichen Schwierigkeiten erst 1897 fertiggestellt.
Am Montag, den 21. Juni 1897 fand die Abschiedsfeier in der Synagoge an der Hospitalstraße statt, worauf die Thorarollen in die neue Synagoge an der Hafenstraße gebracht wurden. Tags darauf fand die feierliche Einweihung der Synagoge statt, zu der als staatlicher Repräsentant der Oberregierungsrat von Heydebrand entsandt wurde.
Von 1917 bis 1928 wirkte David Braunschweiger als Rabbiner in Oppeln.
Während der Pogromnacht am 9. November 1938 wurde die Synagoge in Brand gesteckt, die Ruine wurde bis 1939 abgetragen.
In den 1960er Jahren wurde an der Stelle der Synagoge eine Kinderkrippe erbaut. 1998 wurde eine Gedenktafel aufgestellt.

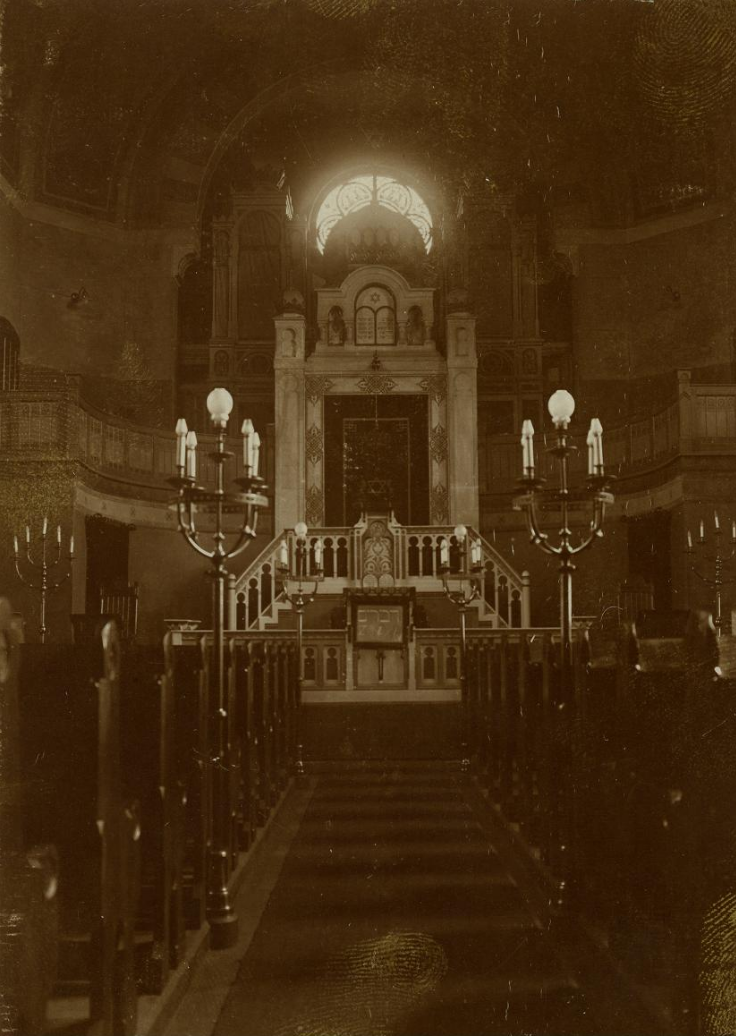
Ansicht des Innenraumes
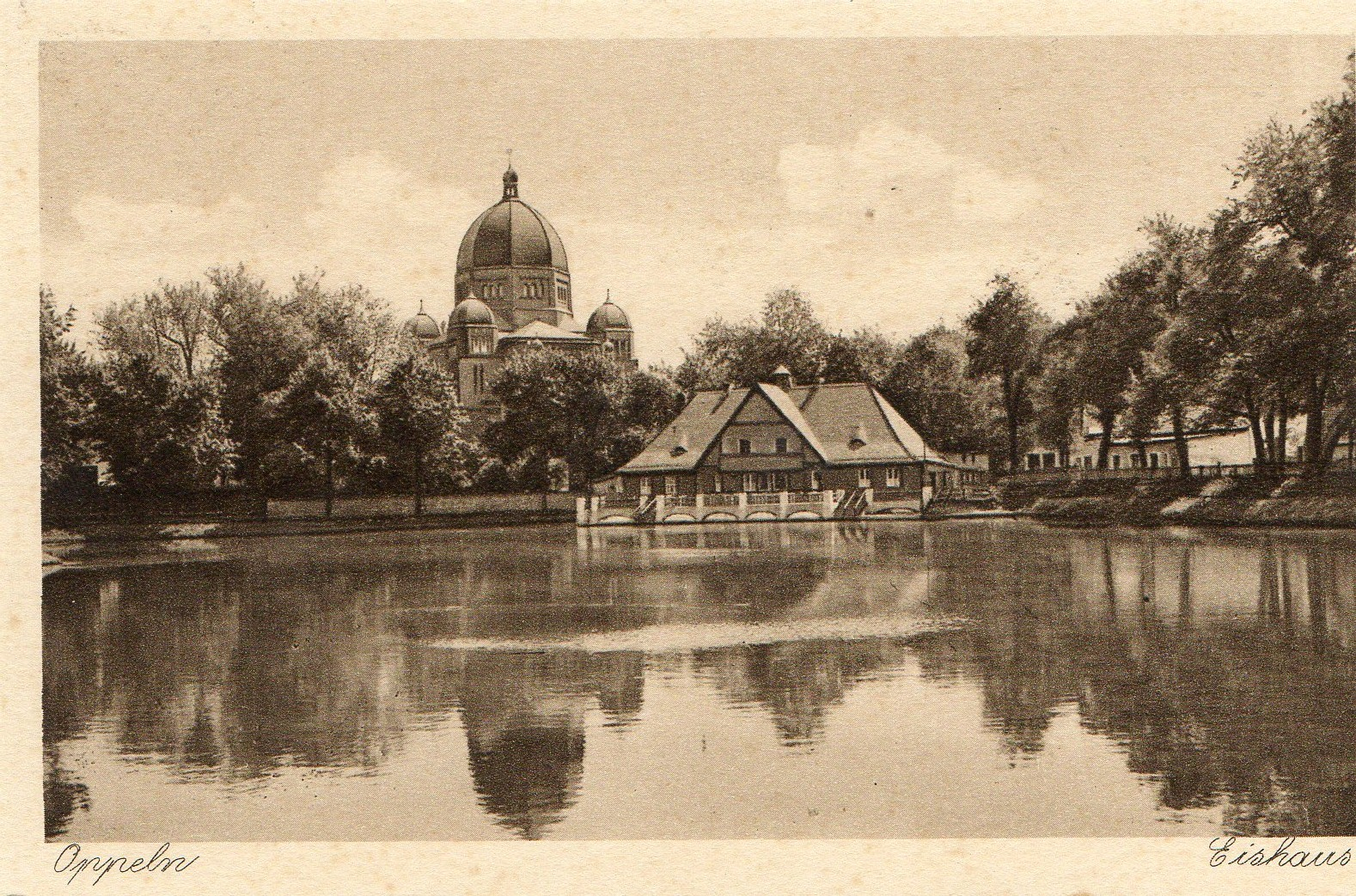
Ansicht vom Schlossteich mit Eishaus
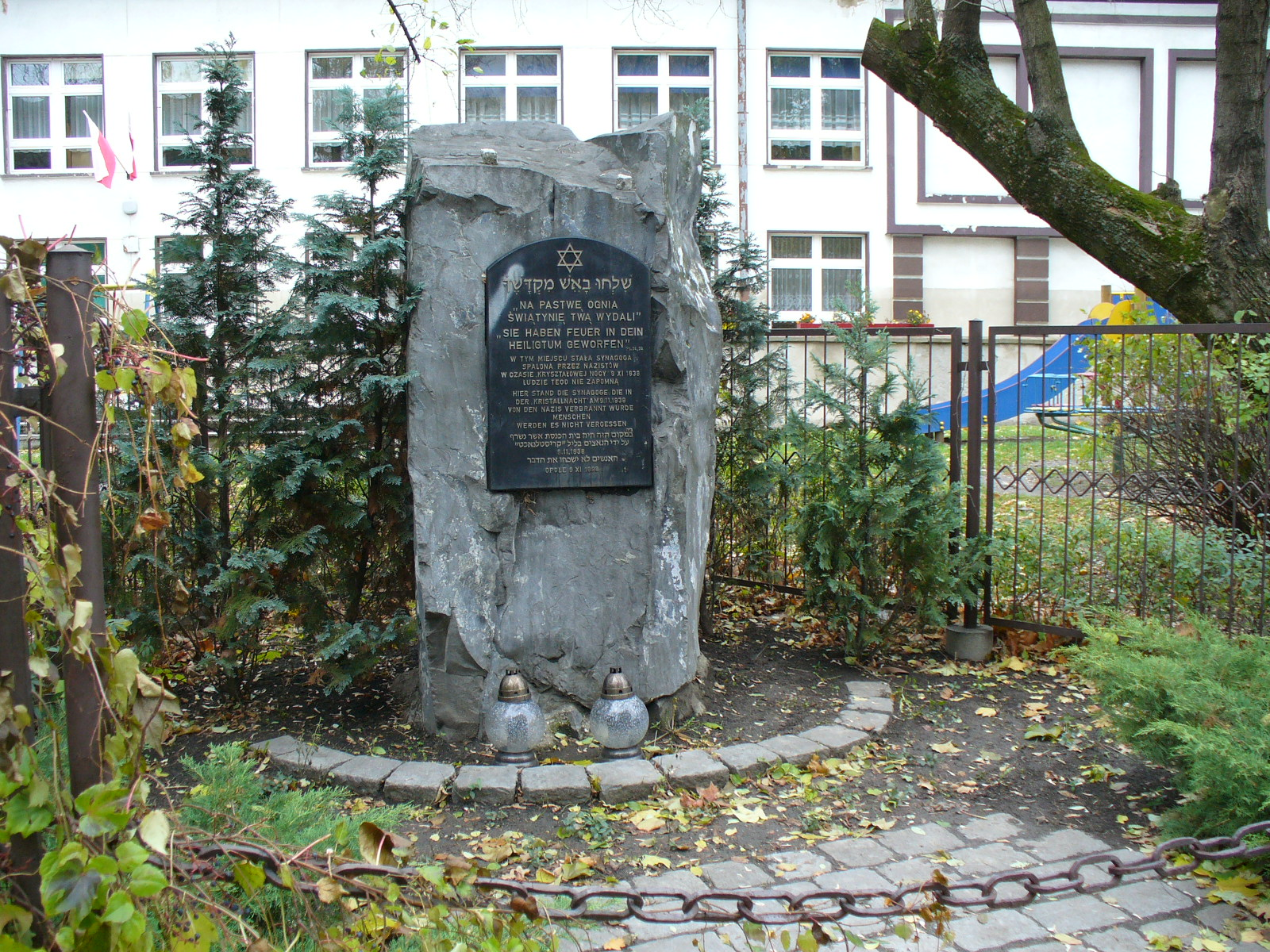
Der 1998 aufgestellte Gedenkstein
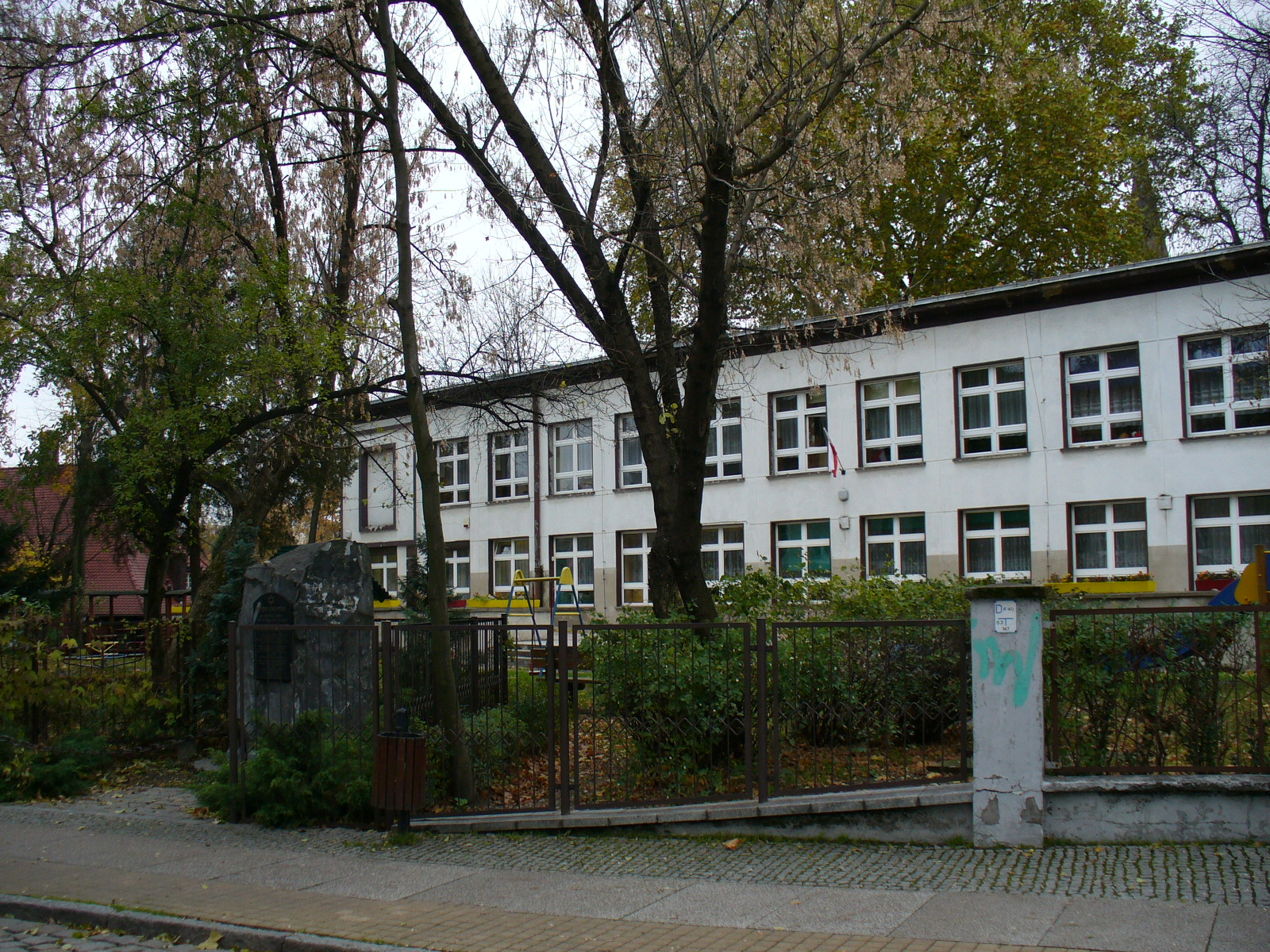
Heutige Situation